# Amsterdamsche Football Club Ajax 2001-2002
Questa pagina raccoglie i dati riguardanti l'Amsterdamsche Football Club Ajax nelle competizioni ufficiali della stagione 2001-2002.

## Stagione
All'inizio di questa stagione viene ceduto Shota Arveladze, mentre viene acquistato Zlatan Ibrahimović; in panchina viene invece confermato Co Adriaanse.
L'Ajax accede al terzo turno preliminare della Champions League ma viene eliminato dal Celtic; prosegue in Coppa UEFA, dove, dopo aver eliminato agevolmente l'Apollōn Limassol viene battuto nel secondo turno dal Copenaghen. Ad inizio dicembre viene chiamato in panchina l'ex difensore biancorosso Ronald Koeman, e intanto i Lancieri sono ancora in corsa sul fonte interno.
La stagione finisce con il double: dopo aver battuto in finale l'Utrecht in finale per 3-2 ai tempi supplementari (e dopo aver eliminato il PSV in semifinale) viene conquistata la quindicesima KNVB beker, inoltre il club torna al successo in campionato dopo quattro anni, conquistando il ventottesimo titolo olandese.

## Organigramma societario
Fonte
Area direttiva
- Presidente:  Michael van Praag.

Area tecnica
- Allenatore:  Co Adriaanse fino al 29/11/2001;  Ronald Koeman dal 3 dicembre 2001

## Rosa
| N. |                        | Ruolo | Calciatore         |
| -- | ---------------------- | ----- | ------------------ |
| 1  | Paesi Bassi (bandiera) | P     | Fred Grim          |
| 2  | Paesi Bassi (bandiera) | D     | Ferdi Vierklau     |
| 3  | Norvegia (bandiera)    | D     | André Bergdølmo    |
| 4  | Rep. Ceca (bandiera)   | C     | Tomáš Galásek      |
| 5  | Romania (bandiera)     | D     | Cristian Chivu     |
| 6  | Tunisia (bandiera)     | D     | Hatem Trabelsi     |
| 7  | Paesi Bassi (bandiera) | C     | Andy van der Meyde |
| 8  | Paesi Bassi (bandiera) | C     | Jan van Halst      |
| 9  | Svezia (bandiera)      | A     | Zlatan Ibrahimović |
| 10 | Paesi Bassi (bandiera) | C     | Richard Knopper    |
| 11 | Egitto (bandiera)      | A     | Mido               |
| 12 | Romania (bandiera)     | P     | Bogdan Lobonț      |
| 12 | Croazia (bandiera)     | P     | Joey Didulica      |
| 13 | Brasile (bandiera)     | D     | Maxwell            |
| 14 | Georgia (bandiera)     | A     | Shota Arveladze    |
| 15 | Paesi Bassi (bandiera) | D     | Tim de Cler        |
| 16 | Finlandia (bandiera)   | D     | Petri Pasanen      |

| N. |                        | Ruolo | Calciatore           |
| -- | ---------------------- | ----- | -------------------- |
| 17 | Brasile (bandiera)     | C     | Wamberto             |
| 18 | Stati Uniti (bandiera) | C     | John O'Brien         |
| 19 | Grecia (bandiera)      | A     | Nikos Machlas        |
| 20 | Paesi Bassi (bandiera) | A     | Cedric van der Gun   |
| 21 | Paesi Bassi (bandiera) | D     | John Heitinga        |
| 22 | Ghana (bandiera)       | C     | Abubakari Yakubu     |
| 23 | Paesi Bassi (bandiera) | C     | Rafael van der Vaart |
| 24 | Paesi Bassi (bandiera) | D     | Mitchell Piqué       |
| 25 | Nigeria (bandiera)     | A     | Pius Ikedia          |
| 26 | Colombia (bandiera)    | C     | Daniel Cruz          |
| 27 | Sudafrica (bandiera)   | C     | Steven Pienaar       |
| 30 | Paesi Bassi (bandiera) | C     | Stefano Seedorf      |
| 31 | Paesi Bassi (bandiera) | P     | Maarten Stekelenburg |
| 33 | Brasile (bandiera)     | C     | Walker               |
| 36 | Paesi Bassi (bandiera) | D     | Ruud Kras            |
| 24 | Belgio (bandiera)      | D     | Jelle Van Damme      |
| 29 | Paesi Bassi (bandiera) | C     | Kiran Bechan         |

## Statistiche

### Statistiche di squadra
| Competizione          | Punti | Totale | Totale | Totale | Totale | Totale | Totale |
| Competizione          | Punti | G      | V      | N      | P      | Gf     | Gs     |
| --------------------- | ----- | ------ | ------ | ------ | ------ | ------ | ------ |
| Eredivisie            | 73    | 34     | 22     | 7      | 5      | 73     | 34     |
| KNVB beker            | -     | 4      | 4      | 0      | 0      | 14     | 5      |
| UEFA Champions League | -     | 2      | 1      | 0      | 1      | 2      | 3      |
| Coppa UEFA            | -     | 4      | 2      | 1      | 1      | 5      | 1      |
| Totale                |       | 44     | 29     | 8      | 7      | 94     | 43     |

### Statistiche individuali
- Gouden Schoen
  -  Cristian Chivu